# Krasne (oblast de Lviv)
Pour les articles homonymes, voir Krasne.
Krasne (en ukrainien : Красне) ou Krasnoïe (en russe : Краснэ ; en polonais : Krasne) est une commune urbaine de l'oblast de Lviv, en Ukraine. Sa population s'élevait à 6 000 habitants en 2024.

## Géographie
Krasne se trouve à 6 km au sud du centre de Bousk, à 42 km à l'est-nord-est de Lviv, à 81 km au nord-ouest de Ternopil et à 425 km à l'ouest-sud-ouest de Kiev.

## Histoire
La première mention écrite du village remonte à 1476. Au milieu du XVIIe siècle, il y avait plus de 100 habitants. Après la première partition de la Pologne, en 1772, Krasne devint la possession de magnats polonais. Dans les années 1870, Krasne connut d'importants changements en raison de la construction de la voie ferrée Lviv – Volotchysk, avec une gare à Krasne. Le petit village devint rapidement un centre ferroviaire et sa population augmenta rapidement. Des Ukrainiens et des Polonais s'y établirent, ainsi que quelques familles juives, actives dans le commerce. En 1858, une école en langue ukrainienne ouvrit ses portes, mais la langue polonaise remplaça l'ukrainien au début du XXe siècle.
Au cours de la Première Guerre mondiale, de violents combats se déroulèrent près de Krasne en 1915. Ils durèrent huit semaines et une partie du village fut incendiée. Le 28 août 1915, les forces russes se retirèrent et le village repassa aux Autrichiens. Divers ateliers, dépôts de munitions y furent installés, où travaillaient des prisonniers et des habitants. Après la guerre, les Polonais occupèrent le village, puis la cavalerie rouge de Boudienny durant l'été 1920, pendant la guerre russo-polonaise de 1920. Les Polonais revinrent en septembre 1920. Le 29 juin 1941, les forces de l'Allemagne nazie s'emparèrent de Krasne, qui fut libéré par l'Armée rouge le 18 juin 1944. Le village devint un centre de raïon. 
Krasne a le statut de commune urbaine depuis 1953. Les armoiries et le gonfalon de Krasne furent adoptés en 2001. La rose représente le nom de la localité, Krasne, qui signifie « rouge », mais ici « beau ». La croix à trois branches jaunes symbolise les trois voies ferrées qui se rencontrent à Krasne et constituent le fondement de l'économie locale.

## Population
Recensements (*) ou estimations de la population :
| 1959* | 1970* | 1979* | 1989* | 2001* | 2009  |
| ----- | ----- | ----- | ----- | ----- | ----- |
| 4 073 | 4 850 | 5 697 | 6 367 | 6 491 | 6 240 |

| 2010  | 2011  | 2012  | 2013  | 2014  | 2015  |
| ----- | ----- | ----- | ----- | ----- | ----- |
| 6 265 | 6 308 | 6 311 | 6 311 | 6 353 | 6 396 |

| 2016  | 2017  | 2018  | 2019  | 2021  | - |
| ----- | ----- | ----- | ----- | ----- | - |
| 6 416 | 6 451 | 6 460 | 6 457 | 6 364 | - |

## Transports
Krasne se trouve à 51 km de Lviv par le chemin de fer et à 55 km par la route.